# John Wooley
John Steven Wooley (Saint Paul, 4 aprile 1949) è uno scrittore e giornalista statunitense.
È autore di 25 libri, tra cui Shot in Oklahoma, che documenta la produzione cinematografica in Oklahoma per la University of Oklahoma Press e che è stata recentemente nominata come miglior libro del 2011 dalla Oklahoma Historical Society, e una biografia del regista di film horror Wes Craven The Man and His Nightmares, per John Wiley and Sons. Altre opere recenti includono il suo romanzo Ghost Band,  The Miracle Squad , una graphic novel che ha realizzato con l'artista Terry Tidwell negli anni '80;  Forgotten Horrors Vol. 5: The Atom Age  e  Forgotten Horrors Comics & Stories , gli ultimi volumi della sua serie in corso con i co-autori Michael H. Price e Jan Alan Henderson;  The Home Ranch , scritto con il famoso allevatore di Osage County John Hughes, e From the Blue Devils to Red Dirt: The Colours of Oklahoma Music, uno dei soli tre libri commissionati dalla Commissione del Centenario dell'Oklahoma e finalista per l'Oklahoma Book Award 2007.
Come risultato dei suoi lavori per conto della musica e delle figure musicali del suo stato, Wooley è diventato, nel 2003, il primo scrittore ad essere inserito nella Oklahoma Music Hall of Fame. Nel 2009, è stato anche introdotto nella Oklahoma Jazz Hall of Fame e nella Oklahoma Cartoonists Hall of Fame, quest'ultima per la sua scrittura a fumetti.

## Giornali
- Tulsa World (1984–2006)
- Fangoria (intorno al 1986)

## Fumetti
- Miracle Squad (1986–89)
- Uncanny Man-Frog (1987)
- Twilight Avenger (1987–89)
- Plan Nine from Outer Space (graphic novel) (1990)
- Plan Nine from Outer Space: Thirty Years Later (1991)

## Film
- Dan Turner, Hollywood Detective (1990)
- Cafe Purgatory (1991)
- Bill Boyce - Money Actor (2007)

## Saggi
- Big Book of Biker Flicks (2005)
- Fantasies in the Sand: Birth of the Beach Party Box-Office Bonanza (2018)
- From the Blue Devils to Red Dirt: The Colors of Oklahoma Music (2006)
- Shot in Oklahoma: A Century of Sooner State Cinema (2011)
- Voices From the Hill: The Story of Oklahoma Military Academy (2005)
- Wes Craven: The Man and his Nightmares (2011)

## Romanzi
- Old Fears (con Ron Wolfe) (1982)
- Dark Within (2000)
- Awash in the Blood (2001)
- Ghost Band (2006)
- Seventh Sense: The Cleansing: Book 1 (con Robert A. Brown) (2018)

## Antologie
- Doctor Coffin: The Living Dead Man, di Perley Poore Sheehan (Off-Trail Publications, 2007)
- Super-Detective Flip Book: Two Complete Novels, Victor Rousseau, Robert Leslie Bellem e W.T. Ballard (con John McMahan) (Off-Trail Publications, 2008)
- Thrilling Detective Heroes (2007) [ed. con John Locke]

## Radio
- Swing on This (KWGS 89.5 FM)